# 시와촌 (히로시마현)
시와촌(四和村)은 히로시마현 사에키군에 설치되었던 촌이다. 1955년 4월 1일, 시와촌을 포함하여 5개 정촌이 합병하여 사이키정이 신설되고 소멸하였다.

## 역사
- 1889년 4월 1일 - 정촌제 시행에 의해 사에키군 시와촌이 발족하였다.
- 1955년 4월 1일 - 쓰타정, 아사하라촌, 유와촌, 구지마촌과 합병해 사이키정이 신설하여 폐지되었다.

## 참고문헌
- 角川日本地名大辞典 34 広島県
- 『市町村名変遷辞典』東京堂出版、1990年。